# قانون مبارزه با تأمین مالی تروریسم
قانون مبارزه با تأمین مالی تروریسم قانون حاکم بر اقدامات ضد تأمین مالی تروریسم در ایران است. مجلس شورای اسلامی ایران در سال ۱۳۹۴ این قانون را تصویب و در آن ضمن جرم محسوب کردن این اقدام، مصادیق تروریسم را مشخص کرد. بنا بر این قانون اقداماتی مانند هواپیماربایی، دزدی دریایی و بمب‌گذاری در اماکن عمومی، شبکه حمل و نقل عمومی، تأسیسات دولتی یا زیرساختی تروریستی تلقی می‌شوند. برای پیوستن ایران به گروه ویژه اقدام مالی، در سال ۱۳۹۷ یک اصلاحیه بر این قانون اعمال شد.

## رأی نمایندگان مجلس
لایحه مبارزه با تأمین مالی تروریسم در ۱۹ بهمن ۱۳۹۰ به صحن علنی مجلس آمده و مورد تصویب نمایندگان مجلس قرار گرفت. در این رأی‌گیری، ۴۹ نفر شرکت نکردند. عدم مشارکت برخی نمایندگان در رأی‌گیری‌های مجلس، مورد انتقاد جدی رسانه‌ها قرار دارد.
| موضوع رأی‌گیری | تاریخ        | موافق            | مخالف         | ممتنع          | عدم مشارکت      | نتیجه    |
| ------------- | ------------ | ---------------- | ------------- | -------------- | --------------- | -------- |
| یک فوریت      | ۲۹ تیر ۱۳۸۹  | —                | —             | —              | —               | تصویب شد |
| کلیات لایحه   | ۱۹ بهمن ۱۳۹۰ | ۱۲۲ از ۱۹۵ (۶۳٪) | ۷ از ۱۹۵ (۴٪) | ۱۷ از ۱۹۵ (۹٪) | ۴۹ از ۱۹۵ (۲۵٪) | تصویب شد |

## قانون اصلاح قانون مبارزه با تأمین مالی تروریسم
قانون اصلاح قانون مبارزه با تأمین مالی تروریسم قانونی است که در سال ۱۳۹۷ توسط مجلس شورای اسلامی به تصویب رسید. این قانون در واقع اصلاحیه‌ای بر قانون مبارزه با تأمین مالی تروریسم به منظور پیوستن ایران به گروه ویژه اقدام مالی است.

### رأی نمایندگان مجلس
لایحه اصلاح قانون مبارزه با تأمین مالی تروریسم، مشتمل بر پنج ماده در ۱۸ اردیبهشت ۱۳۹۷ به صحن علنی مجلس آمده و مورد تصویب نمایندگان مجلس قرار گرفت. در این رأی‌گیری، ۱۴ نفر شرکت نکردند.
عدم مشارکت برخی نمایندگان در رأی‌گیری‌های مجلس، مورد انتقاد جدی رسانه‌ها قرار دارد.
علی لاریجانی رئیس مجلس شورای اسلامی در نامه‌ای به حسن روحانی رئیس‌جمهور «قانون اصلاح قانون مبارزه با تأمین مالی تروریسم» را برای اجرا به دستگاه‌های اجرایی ابلاغ کرد.
| موضوع رأی‌گیری | تاریخ            | موافق            | مخالف           | ممتنع         | عدم مشارکت | نتیجه    |
| ------------- | ---------------- | ---------------- | --------------- | ------------- | ---------- | -------- |
| کلیات لایحه   | ۱۸ اردیبهشت ۱۳۹۷ | ۱۲۹ از ۲۲۳ (۵۸٪) | ۷۳ از ۲۲۳ (۳۳٪) | ۷ از ۲۲۳ (۳٪) | ۴۹ از ۱۹۵  | تصویب شد |